# Dypsis aquatilis
Espèce
Statut de conservation UICN

 CR B1ab(iii) : 
En danger critique
Dypsis aquatilis est une espèce de palmiers (Arecaceae), endémique de Madagascar. En 2012 elle est considérée par l'IUCN comme une espèce en danger critique d’extinction alors qu'en 1995 elle était considérée comme une espèce en danger.

## Répartition et habitat
Cette espèce est endémique au sud-est de Madagascar. On la trouve sur les plaines côtières, du niveau de la mer jusqu'à 50 m d'altitude. C'est un palmier aquatique qui pousse dans les rivières d'eau douce à faible débit.